# Fougères Comunitat
Fougères Communauté és una antiga estructura intercomunal francesa, situada al departament de l'Ille i Vilaine a la regió Bretanya, al País de Fougères. Té una extensió de 302,71 kilòmetres quadrats i una població de 41.502 habitants (2012). Va desaparèixer el 2016.

## Composició
Agrupa 18 comunes :
1. Beaucé
2. Billé
3. La Chapelle-Janson
4. Combourtillé
5. Dompierre-du-Chemin
6. Fleurigné
7. Fougères
8. Javené
9. Laignelet
10. Landéan
11. Lécousse
12. Le Loroux
13. Luitré
14. Parcé
15. Parigné
16. Romagné
17. Saint-Sauveur-des-Landes
18. La Selle-en-Luitré